# Ivo (Bolivien)
Ivo ist eine Ortschaft im Departamento Chuquisaca im Tiefland des südamerikanischen Anden-Staates Bolivien.

## Lage im Nahraum
Ivo ist zentraler Ort des Kanton Ivo im Municipio Macharetí in der Provinz Luis Calvo. Die Ortschaft liegt auf einer Höhe von 946 m am rechten Ufer des Río Cuevo, der etwa 100 km weiter östlich im Municipio Boyuibe versickert. Etwa sechs Kilometer östlich der Ortschaft verläuft die Voranden-Kette der Serranía Aguaragüe, die von Boyuibe im Norden über Villamontes nach Yacuiba im Süden verläuft und bei Ivo Höhen von über 1.500 m erreicht.

## Geographie
Ivo liegt in den wechselfeuchten Subtropen zwischen der Bergregion der Cordillera de Tajsara o Tarachaca im Westen und dem bolivianischen Chaco im Osten.
Die Jahresdurchschnittstemperatur der Region liegt bei 23 °C (siehe Klimadiagramm Cuevo), die Monatswerte schwanken zwischen 18 °C im Juni und Juli und 26 °C von November und Januar. Das Klima ist semihumid und weist eine deutliche Trockenzeit von Mai bis September mit Monatsniederschlägen von weniger als 20 mm auf; der Jahresniederschlag liegt bei knapp 800 mm, von Dezember bis März werden Monatswerte von 110 bis 160 mm erreicht.

## Verkehrsnetz
Ivo liegt in einer Entfernung von 510 Straßenkilometern südöstlich von Sucre, der Hauptstadt des Departamento Chuquisaca.
Von Sucre aus führt die 976 Kilometer lange Nationalstraße Ruta 6 über Zudáñez, Padilla, Monteagudo, Lagunillas und Camiri nach Boyuibe. Fünfzehn Kilometer vor Boyuibe überquert die Straße den Río Cuevo, und nach einem weiteren Kilometer zweigt in südwestlicher Richtung eine unbefestigte Landstraße von der Ruta 6 ab, folgt dem Río Cuevo flussaufwärts und erreicht Ivo nach acht Kilometern.

## Bevölkerung
Die Einwohnerzahl der Ortschaft hat sich in den vergangenen beiden Jahrzehnten nur unwesentlich verändert:
| Jahr | Einwohner | Quelle       |
| ---- | --------- | ------------ |
| 1992 | 299       | Volkszählung |
| 2001 | 361       | Volkszählung |
| 2010 | 312       | Volkszählung |
| 2024 |           | Volkszählung |

Die Region weist einen gewissen Anteil an Guaraní-Bevölkerung auf, im Municipio Macharetí sprechen 19,2 Prozent der Bevölkerung die Guaraní-Sprache.